# Vražalice (Pale-Prača)
Pour les articles homonymes, voir Vražalice.
Vražalice (en serbe cyrillique : Вражалице) est un village de Bosnie-Herzégovine. Il est situé dans la municipalité de Pale-Prača, dans le canton du Podrinje bosnien et dans la fédération de Bosnie-et-Herzégovine. Selon les premiers résultats du recensement bosnien de 2013, il compte 13 habitants.
Avant la guerre de Bosnie-Herzégovine, le village faisait entièrement partie de la municipalité de Rogatica ; après la guerre, son territoire a été partiellement rattaché à municipalité de Pale-Prača nouvellement créée et intégrée à la Fédération de Bosnie-et-Herzégovine.

## Démographie

### Évolution historique de la population dans la localité
| 1948 | 1953 | 1961 | 1971 | 1981 | 1991 | 2013 |
| ---- | ---- | ---- | ---- | ---- | ---- | ---- |
| -    | -    | 247  | 199  | 107  | 75   | 13   |

|  |